# Associazione Calcio Verona 1948-1949
Questa voce raccoglie le informazioni riguardanti l'Associazione Calcio Verona nelle competizioni ufficiali della stagione 1948-1949.

## Rosa
| N. |                   | Ruolo | Calciatore         |
| -- | ----------------- | ----- | ------------------ |
|    | Italia (bandiera) | P     | Renato Catuzzi     |
|    | Italia (bandiera) | P     | Eros Lovo          |
|    | Italia (bandiera) | P     | Luciano Tessari    |
|    | Italia (bandiera) | D     | Bruno Bosio        |
|    | Italia (bandiera) | D     | Bruno Facchin      |
|    | Italia (bandiera) | D     | Diego Fanin        |
|    | Italia (bandiera) | D     | Aulo Gelio Lucchi  |
|    | Italia (bandiera) | D     | Edoardo Veneri     |
|    | Italia (bandiera) | D     | Gino Zanoni        |
|    | Italia (bandiera) | C     | Adelmo Battistella |
|    | Italia (bandiera) | C     | Romolo Bizzotto    |
|    | Italia (bandiera) | C     | Giacomo Conti      |
|    | Italia (bandiera) | C     | Luigi Fuin         |

| N. |                   | Ruolo | Calciatore          |
| -- | ----------------- | ----- | ------------------- |
|    | Italia (bandiera) | C     | Gian Luigi Girelli  |
|    | Italia (bandiera) | C     | Mario Gironi        |
|    | Italia (bandiera) | C     | Eliseo Lodi         |
|    | Italia (bandiera) | C     | Franco Martinelli   |
|    | Italia (bandiera) | C     | Ezio Meneghello     |
|    | Italia (bandiera) | C     | Giorgio Sbardellini |
|    | Italia (bandiera) | C     | Luigino Tessaro     |
|    | Italia (bandiera) | C     | Elio Vaccari        |
|    | Italia (bandiera) | A     | Emanuele Massari    |
|    | Italia (bandiera) | A     | Angelo Piccioli     |
|    | Italia (bandiera) | A     | Sergio Sega         |
|    | Italia (bandiera) | A     | Luigi Turrini       |
|    | Italia (bandiera) | A     | Giovanni Zamperlini |

## Risultati

### Serie B

#### Girone di andata
| 19 settembre 1948 1ª giornata | Seregno | 2 – 0 | Verona |  |

| 26 settembre 1948 2ª giornata | Verona | 1 – 0 | Pisa |  |

| 3 ottobre 1948 3ª giornata | Cremonese | 2 – 0 | Verona |  |

| 10 ottobre 1948 4ª giornata | Verona | 3 – 1 | Arsenaltaranto |  |

| 17 ottobre 1948 5ª giornata | Verona | 1 – 1 | Lecce |  |

| 24 ottobre 1948 6ª giornata | SPAL | 4 – 0 | Verona |  |

| 31 ottobre 1948 7ª giornata | Verona | 1 – 1 | Parma |  |

| 4 novembre 1948 8ª giornata | Alessandria | 1 – 0 | Verona |  |

| 7 novembre 1948 9ª giornata | Verona | 1 – 0 | Empoli |  |

| 14 novembre 1948 10ª giornata | Pescara | 4 – 1 | Verona |  |

| 21 novembre 1948 11ª giornata | Verona | 2 – 2 | Como |  |

| 27 ottobre 1946 12ª giornata | Vicenza | 4 – 1 | Verona |  |

| 5 dicembre 1948 13ª giornata | Verona | 3 – 2 | Venezia |  |

| 30 dicembre 1948 14ª giornata | Legnano | 2 – 1 | Verona |  |

| 12 dicembre 1948 15ª giornata | Verona | 3 – 2 | Pro Sesto |  |

| 19 dicembre 1948 16ª giornata | Siracusa | 2 – 2 | Verona |  |

| 26 dicembre 1948 17ª giornata | Napoli | 0 – 1 | Verona |  |

| 2 gennaio 1949 18ª giornata | Verona | 2 – 2 | Brescia |  |

| 6 gennaio 1949 19ª giornata | Spezia | 2 – 1 | Verona |  |

| 9 gennaio 1949 20ª giornata | Reggiana | 1 – 2 | Verona |  |

| 16 gennaio 1949 21ª giornata | Verona | 5 – 1 | Salernitana |  |

#### Girone di ritorno
| 23 gennaio 1949 22ª giornata | Verona | 1 – 0 | Seregno |  |

| 30 gennaio 1949 23ª giornata | Pisa | 2 – 2 | Verona |  |

| 6 febbraio 1949 24ª giornata | Verona | 2 – 1 | Cremonese |  |

| 13 febbraio 1949 25ª giornata | Arsenaltaranto | 2 – 1 | Verona |  |

| 20 febbraio 1949 26ª giornata | Lecce | 3 – 1 | Verona |  |

| 6 marzo 1949 27ª giornata | Verona | 3 – 1 | SPAL |  |

| 13 marzo 1949 28ª giornata | Parma | 1 – 0 | Verona |  |

| 20 marzo 1949 29ª giornata | Verona | 4 – 1 | Alessandria |  |

| 3 aprile 1949 30ª giornata | Empoli | 4 – 1 | Verona |  |

| 10 aprile 1949 31ª giornata | Verona | 2 – 1 | Pescara |  |

| 17 aprile 1949 32ª giornata | Como | 1 – 0 | Verona |  |

| 24 aprile 1949 33ª giornata | Verona | 4 – 3 | Vicenza |  |

| 1º maggio 1949 34ª giornata | Venezia | 3 – 1 | Verona |  |

| 8 maggio 1949 35ª giornata | Verona | 2 – 3 | Legnano |  |

| 15 maggio 1949 36ª giornata | Pro Sesto | 1 – 0 | Verona |  |

| 29 maggio 1949 37ª giornata | Verona | 0 – 0 | Siracusa |  |

| 5 giugno 1949 38ª giornata | Verona | 3 – 1 | Napoli |  |

| 12 giugno 1949 39ª giornata | Brescia | 2 – 2 | Verona |  |

| 19 giugno 1949 40ª giornata | Verona | 2 – 1 | Spezia |  |

| 26 giugno 1949 41ª giornata | Verona | 0 – 3 | Reggiana |  |

| 3 luglio 1949 42ª giornata | Salernitana | 3 – 0 | Verona |  |

## Statistiche

### Statistiche di squadra
| Competizione | Punti | In casa | In casa | In casa | In casa | In casa | In casa | In trasferta | In trasferta | In trasferta | In trasferta | In trasferta | In trasferta | Totale | Totale | Totale | Totale | Totale | Totale | DR  |
| Competizione | Punti | G       | V       | N       | P       | Gf      | Gs      | G            | V            | N            | P            | Gf           | Gs           | G      | V      | N      | P      | Gf     | Gs     | DR  |
| ------------ | ----- | ------- | ------- | ------- | ------- | ------- | ------- | ------------ | ------------ | ------------ | ------------ | ------------ | ------------ | ------ | ------ | ------ | ------ | ------ | ------ | --- |
| Serie B      | 40    | 21      | 14      | 5       | 2       | 45      | 27      | 21           | 2            | 3            | 16           | 17           | 46           | 42     | 16     | 8      | 18     | 62     | 73     | -11 |

### Statistiche dei giocatori
| Giocatore      | Serie B  | Serie B |
| Giocatore      | Presenze | Reti    |
| -------------- | -------- | ------- |
| A. Battistella | 21       | 0       |
| R. Bizzotto    | 33       | 1       |
| B. Bosio       | 7        | 0       |
| R. Catuzzi     | 14       | -28     |
| G. Conti       | 28       | 10      |
| B. Facchin     | 24       | 1       |
| D. Fanin       | 27       | 0       |
| L. Fuin        | 16       | 3       |
| G. Girelli     | 12       | 0       |
| M. Gironi      | 3        | 0       |
| E. Lodi        | 37       | 11      |
| E. Lovo        | 27       | -42     |
| A. Lucchi      | 30       | 0       |
| F. Martinelli  | 5        | 0       |
| E. Massari     | 35       | 12      |
| E. Meneghello  | 19       | 0       |
| A. Piccioli    | 8        | 3       |
| G. Sbardellini | 3        | 0       |
| S. Sega        | 40       | 14      |
| L. Tessari     | 1        | -3      |
| L. Tessaro     | 34       | 3       |
| L. Turrini     | 2        | 0       |
| E. Vaccari     | 18       | 4       |
| E. Veneri      | 10       | 0       |
| G. Zamperlini  | 4        | 0       |
| G. Zanoni      | 4        | 0       |